# Rugvlekweekschildpad
De rugvlekweekschildpad (Cyclanorbis elegans) is een schildpad uit de familie weekschildpadden (Trionychidae). 

## Naam en indeling
De wetenschappelijke naam van de soort werd voor het eerst voorgesteld door John Edward Gray in 1869. Oorspronkelijk werd de wetenschappelijke naam Baikiea elegans gebruikt. De soortaanduiding elegans komt uit het Latijn en betekent vrij vertaald 'sierlijk'.

## Uiterlijke kenmerken
De schildpad kan een rugschildlengte bereiken van ongeveer zestig centimeter. De grootste exemplaren kunnen vermoedelijk langer dan 70 cm worden, er is wel eens een mannetje aangetroffen met een schildlengte van bijna 68 cm en een gewicht van ongeveer 20,5 kilogram. Het schild is relatief rond van vorm en heeft een groene tot bruine kleur. De onderzijde van de schildrand is voorzien van vele kleine gele tot lichtgroene vlekjes. Aan de voorzijde van het rugschild zijn kleine, opstaande stekeltjes aanwezig.
Jongere exemplaren hebben een kleine kiel op het midden van het schild en vele rijen stekelachtige bultjes op het rugschild, die met de jaren vervagen en bij oude exemplaren zijn verdwenen. De juvenielen zijn ook feller van kleur en hebben een groen schild met gele vlekken. Ook deze kleuren vervagen met de tijd. Het buikschild heeft een gele kleur en heeft vaak donkere vlekken. 
De kop is relatief klein en draagt een korte snuit. Mannetjes zijn van vrouwtjes te onderscheiden door een langere en dikkere staart en een iets holler buikschild. 

## Verspreiding en habitat
De rugvlekweekschildpad komt voor in delen van Afrika en leeft in de landen Soedan, Tsjaad, Centraal-Afrikaanse Republiek, Kameroen, Benin, Nigeria, Togo, Ethiopië, Ghana en Equatoriaal-Guinea. De habitat bestaat uit langzaam stromende wateren zoals rivieren en moerassen. De soort is aangetroffen van zeeniveau tot op een hoogte van ongeveer 400 meter boven zeeniveau. Over de biologie en levenswijze is vrijwel niets bekend.

## Beschermingsstatus
De schildpad wordt door de plaatselijke bevolking gezien als een bron van voedsel en wordt hierdoor veel gegeten. Door de internationale natuurbeschermingsorganisatie IUCN is de beschermingsstatus 'ernstig bedreigd' toegewezen (Critically Endangered of CR).